# Мекленбургская кухня

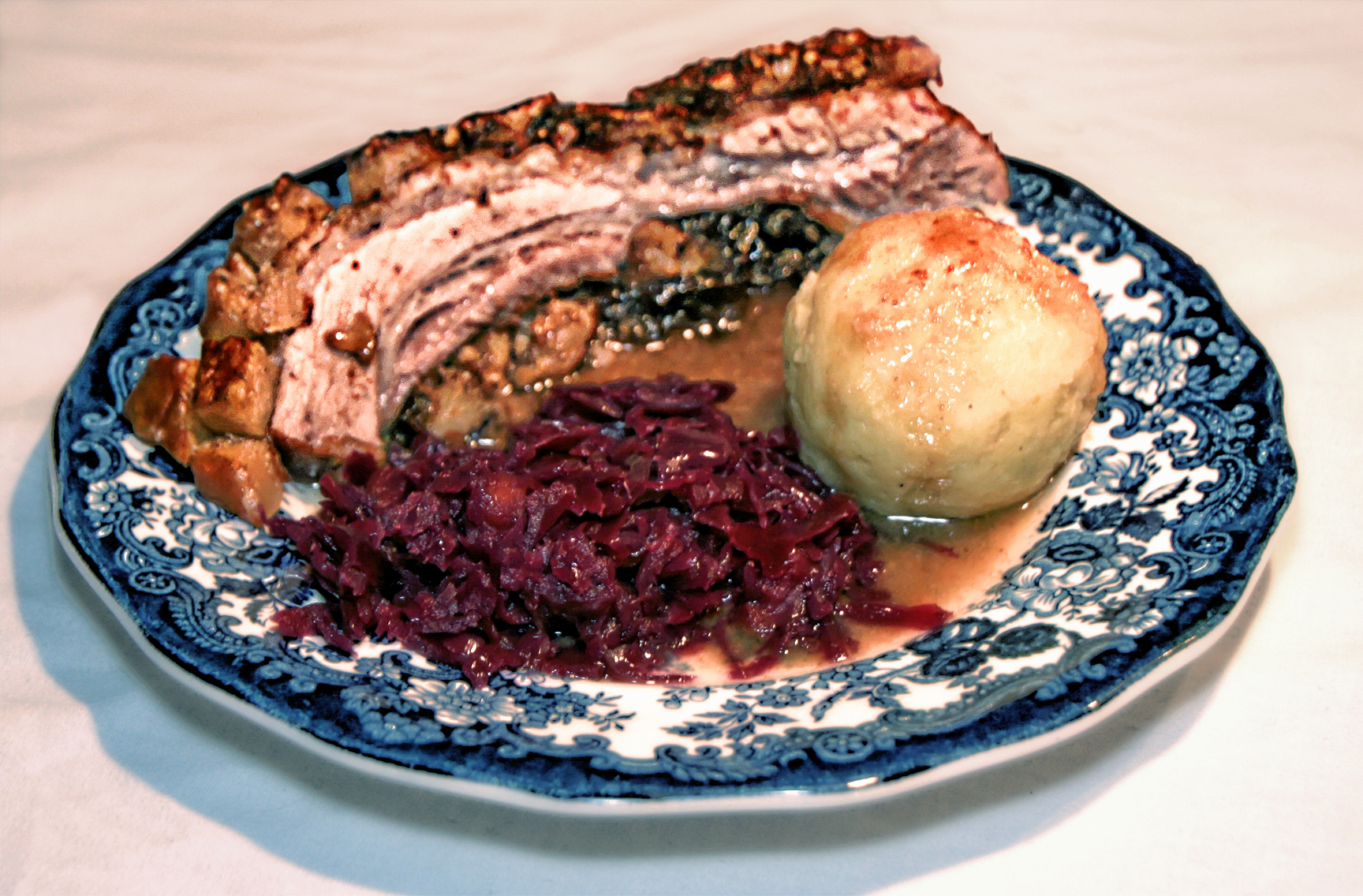
Жареные рёбрышки по-мекленбургски, сервированные с клёцкой и тушёной краснокочанной капустой

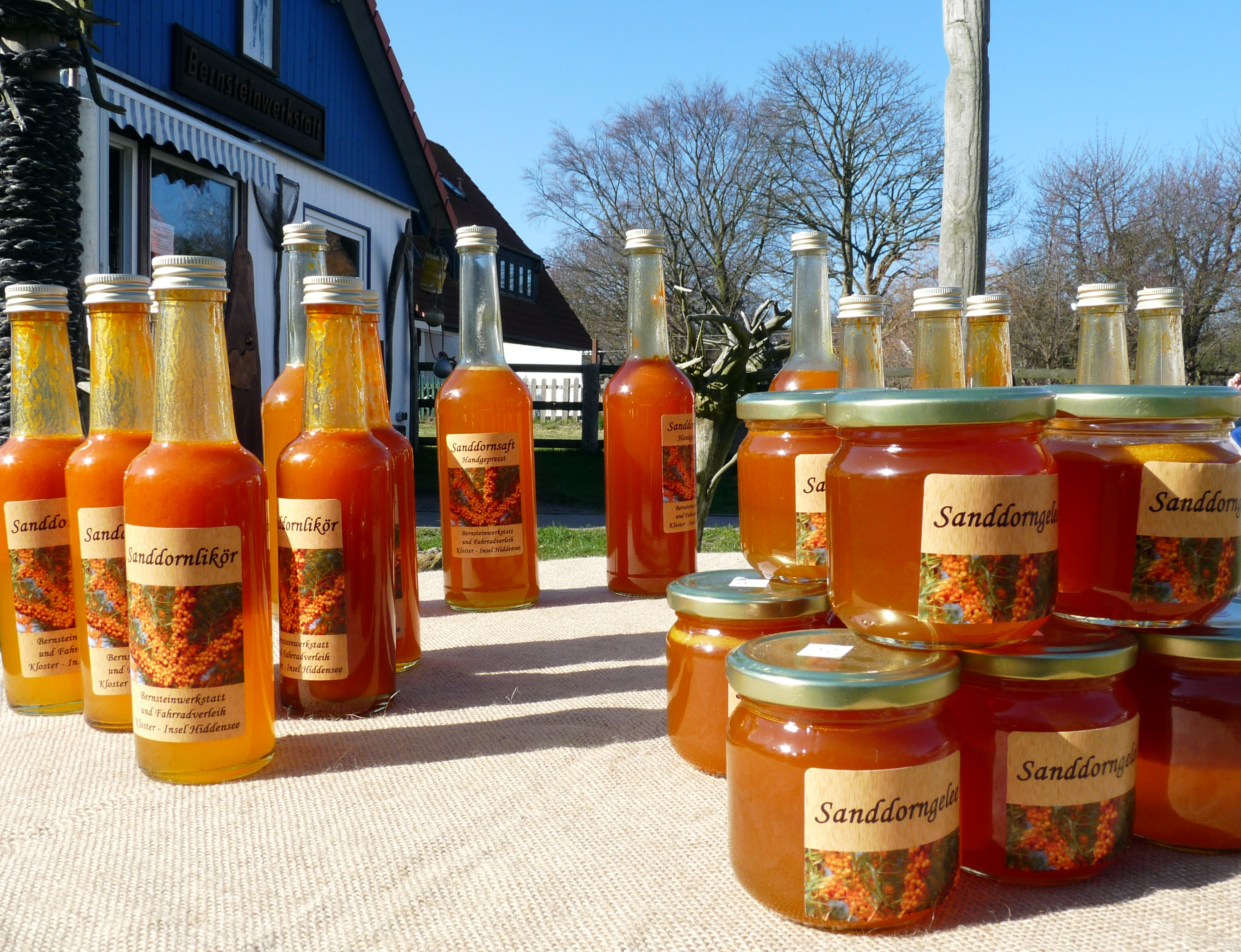
Из облепихи в Мекленбурге делают ликёры, соки и конфитюры

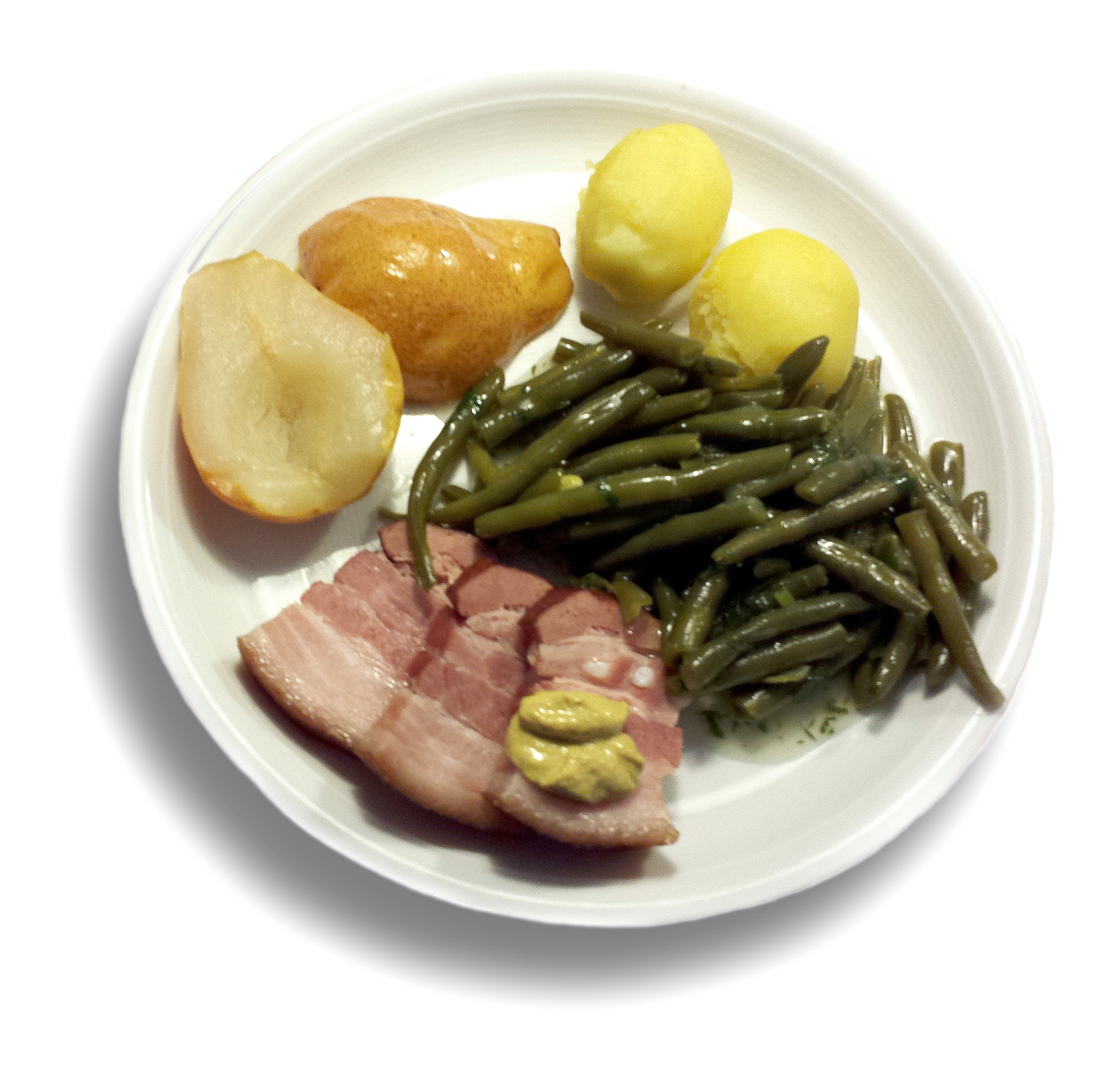
«Груши, фасоль и бекон»

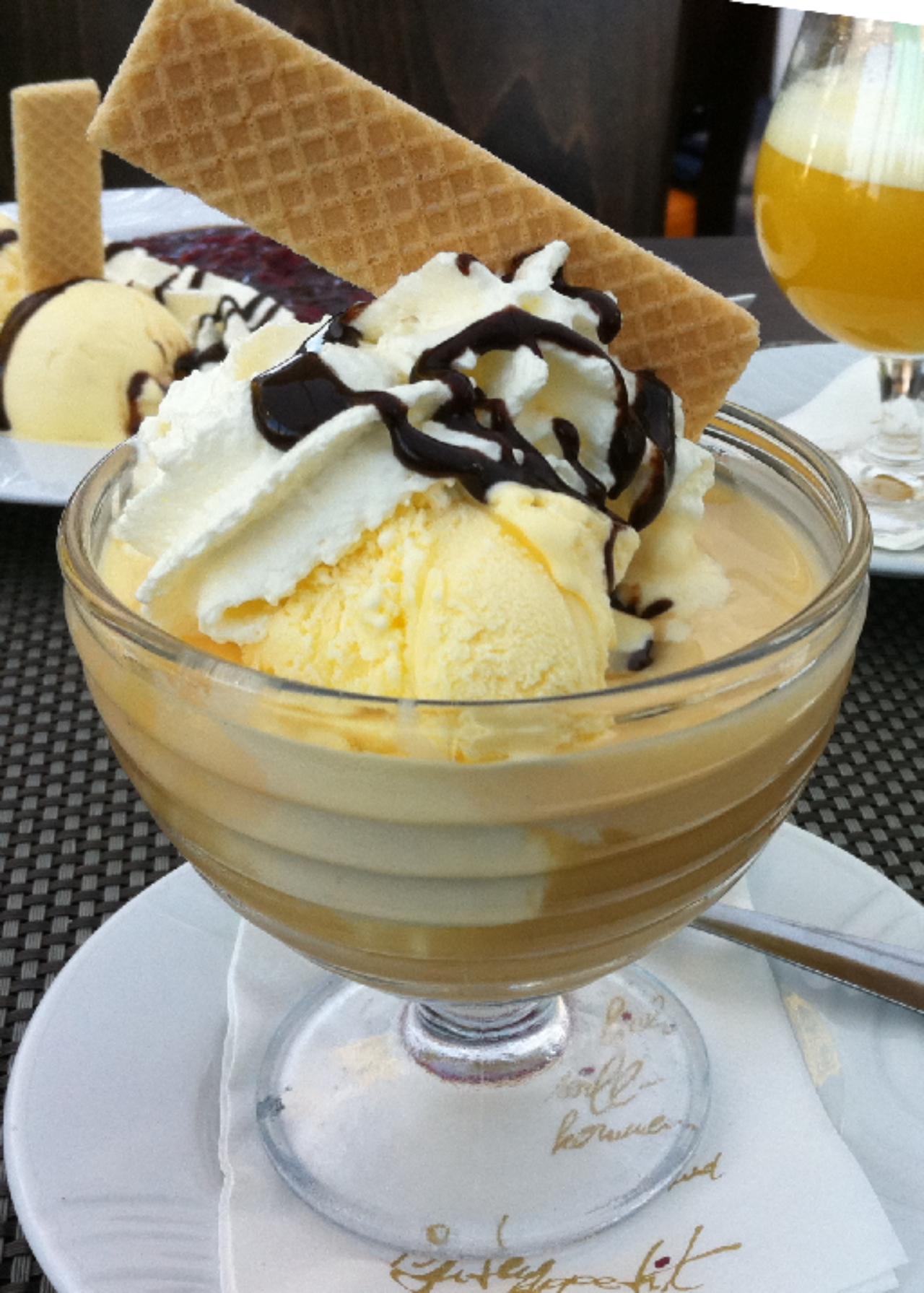
Шведский бокал мороженого

Мекленбургская кухня (нем. Mecklenburgische Küche) — типичная региональная кухня в Северной Германии. Несмотря на то, что Мекленбург и Передняя Померания имеют долгую историю раздельного существования, пищевые привычки их населения обнаруживают схожесть ввиду общих природных условий. В Мекленбурге, с его историческим преобладанием сельского населения, традиционны плотные питательные блюда. Побережье Балтийского моря, многочисленные внутренние водоёмы и обширные лесные массивы обусловили своеобразие мекленбургской кухни. После Второй мировой войны Мекленбург в советской зоне оккупации Германии принял большинство, около 980 тыс. депортированных из Восточной Пруссии, Силезии и Судетов. Принесённые ими типичные региональные блюда интегрировались в мекленбургскую кухню.
Основу мекленбургской кухни составляют рыба, дичь, облепиха, кудрявая капуста и кисло-сладкие сушёные фрукты. Мекленбург славится копчёным угрём, скумбрией и форелью, которые часто привозят гостинцем из поездок в Мекленбург, рыбными супами, рецепт которых имеется почти в каждом мекленбургском городе. Особую роль в мекленбургской кухне играет картофель, появившийся в Мекленбурге около 1740 года и быстро превратившийся в основной продукт питания сельского населения в самых разнообразных рецептах. Историк Клаус Юлиус Вебер в начале XIX века писал о пищевых привычках мекленбуржцев: «Народ живёт зачастую на картофеле, сухих фруктах, белокочанной капусте, репе и конских бобах». Кисло-сладкие жареные свиные рёбрышки по-мекленбургски с яблоками и сливой готовили по большим праздникам. К мясным специалитетам Мекленбурга также относятся «гештовте врукен» (пашина, тушённая с брюквой), «шварцзауэр» (свиная лопатка с сухофруктами и мучными клёцками под соусом из свиной крови), сливовое жаркое «пфлауменбратен» (мясной рулет под сливовым соусом, начинённый сливой и яблоками и сервируемый с клёцками и тушёной краснокочанной капустой). Сливовым или яблочным муссом в Мекленбурге приправляют и блюда из утки. Утиную грудку в Мекленбурге начиняют фаршем и подают с традиционными картофельными клёцками и краснокочанной капустой. В Шверине делают крупяную колбасу, которую обычно подают с квашеной капустой и жареным картофелем.

## Типичные блюда мекленбургской кухни

### Напитки
- грог
- мекленбургское вино из Штаргардского винодельческого региона
- облепиховое вино, облепиховый ликёр, облепиховый сок

#### Пиво
- даргунский пильзнер, тёмный лагер, Stierbier, мекленбургский пильзнер
- ростокский пильзнер, бокбир
- любцский пильзнер, чёрное пиво

### Рыба
- жареный копчёный угорь
- жареная майская камбала

### Свинина и говядина
- клоппшинкен
- лебервурст в горшочке
- жареные свиные рёбрышки по-мекленбургски

### Айнтопфы, овощи и блюда из картофеля
- картофель со сливой — картофельный суп со сливой и беконом
- суп из бузины
- отварные мучные клёцки
- картофель с пахтой
- «груши, фасоль и бекон»

### Десерты
- Облепиховый торт
- пудинг из чёрного хлеба
- роте грютце
- миндальный крендель
- сливочный пудинг
- сладкие гренки
- мекленбургская амброзия — десерт из чёрного хлеба с ромом, вишней и взбитыми сливками
- шведский бокал мороженого — рецепт времён ГДР

### Рождественские блюда
- медовый пряник
- белые пряники